# Мардин
Марди́н (тур. Mardin, курд. Mêrdîn, от сир. ܡܶܪܕܺܝܢ — «крепости») — город на юго-востоке Турции, столица одноимённой провинции. Известен архитектурными строениями в арабском стиле, а также своим расположением на скалистой местности с видом на северные равнины Сирии. Население состоит в основном из курдов и арабов, меньшинство — ассирийцы и турки.

## Этимология
В римский период сам город был известен как Марида (Мерида) и переводится из нео-арамейского языка как «крепости». Это слово было заимствованием из курдского (старокурдского) слова «mard» («мужчина»), точно также как и нео-арамейское слово «marde» («храбрый, «мужественный»). Это этимологически связано с курдскими племенами мардов, живших в Ахеменидской империи.

## История
На территории города имеются многочисленные церкви и монастыри, в том числе действующие, которые основаны ещё ранними ассирийскими христианами. В 1394 году прилегающие земли были завоёваны монголами, в последующем переходят под контроль тюркских племён Ак-Коюнлу. 
В конце XV века  племянником правителя государства Ак-Коюнлу Узун Хасана Гасым султаном (1487—1507) возведено здание медресе Гасымия, сохранившееся до нашего времени.
В 1517 году город завоёван османами и вошёл в состав Османской империи. С 1923 года в составе Турецкой Республики.

## Население
По данным 1507 года, в городе жили преимущественно ассирийцы,армяне и евреи. 
По османской налоговой переписи 1517 года, в городе насчитывалось 2026 домов, из которых 1273 (62,8%) - армянские 
В 1530 году число жилых домов сократилось до 734, из которых армянских - 502 (68,4%).
Европейские путешественники, которые посетили город в конце XVIII и начале XIX вв., дали весьма изменчивые оценки населения, но обычно указывают, что мусульмане были самой большой группой, с значительными армянскими, ассирийскими и другими общинами, в то время как арабский и курдский были преобладающими языками.
В 1891 году в сборнике "Азиатская Турция", население Мардина указано 24,410 человек, из которых:
- Турки и другие мусульмане (черкесы, арабы и др) - 10,000 (41%)
- Армяне - 7,810 (32%)
- Курды - 4,000 (16,3%)
- Сирийцы - 1,700 (7%)
- Ассирийцы - 900 (3,7%)

Сегодня, население города преимущественно курдское со значительными общинами арабами и частично ассирийцев. Официальные данные переписи не фиксируют количество и долю граждан разных национальностей и религий. 
Город можно разделить на три части: 
- Старый Мардин, населенный преимущественно арабами и курдами, с несколькими ассирийскими семьями.
- Трущобы, которые в основном населены курдами, избежавшими турецкого-курдского конфликта 1980-1990-х годов[3].
- Новый город, где живут самые богатые люди (как и курды, так и арабы).

Государственные служащие — в основном турки и составляют меньшинство в городе. 
В начале XX века здесь был проведен геноцид, направленный против армян и ассирийцев и курдов-езидов.

## Город-побратим
- Любляна, Словения, с 2003 года

## В искусстве
- Сыла. Возвращение домой — турецкий телесериал, в котором действие происходит в Мардине.
- Если бы я стал облаком — турецкий телесериал, съёмки которого, происходили в Мардине.
- Постучись в мою дверь - турецкий телесериал, главная героиня которого родом из Мардина.
- Ветреный - турецкий телесериал, действие которого происходит в Мардине (2019 год).
- Кровавые цветы - турецкий телесериал, где есть серии из Мардина (2023 год).
- Далёкий город (Uzak şehir) - турецкий телесериал, действие которого происходит в Мардине.

## Галерея
- Из исторического города Мардин
- Крупный план старого города
- Ещё одна деталь старого города
- Мардин, 1690 г.
- Пышные равнины к югу от Мардина
- Искусство филигрань в Мардине, известное как телкари